# Xupu
Xupu, tidigare romaniserat Süpu, är ett härad som lyder under Huaihuas stad på prefekturnivå i Hunan-provinsen i södra Kina.